# Электрогидродинамика
Электрогидродинамика (ЭГД) — физическая дисциплина, возникшая на пересечении гидродинамики и электростатики. Предметом её изучения являются процессы движения слабопроводящих жидкостей (жидких диэлектриков, углеводородных масел и топлива и т. п.), помещённых в электрическое поле.
Многие ЭГД-эффекты являются неожиданными, обладают непредсказуемым характером и остаются необъяснёнными до настоящего момента. Это связано с сильно нелинейным характером электрогидродинамических явлений, что вызывает трудности при их исследовании.

## История
Основы теории ЭГД-течений были заложены ещё М. Фарадеем, однако интенсивное развитие данного направления исследований началось только в 1960-е годы. В США его развивала группа под руководством Дж. Мелчера. В Европе — ряд научных групп во Франции, Испании и других странах.
В СССР над ЭГД-теорией работали в Институте механики МГУ и Харьковском государственном университете, более прикладные исследования в этой области проводились в Институте прикладной физики Молдавской академии наук и в Ленинградском государственном университете под руководством Г. А. Остроумова. В настоящее время эти работы продолжаются в Научно-образовательном центре при СПбГУ под руководством Ю. К. Стишкова. Ряд исследований был проведён также в Пермском государственном университете.

## Система ЭГД-уравнений

### Приближения
Система уравнений электрогидродинамики может быть получена из системы уравнений Максвелла и уравнений гидродинамики при учёте ряда приближений. Во-первых, при рассмотрении электрогидродинамических явлений пренебрегают излучением движущейся заряженной жидкости и пренебрегают энергией магнитного поля по сравнению с энергией электростатического поля. Эти приближения могут быть записаны с помощью следующих неравенств:
{\displaystyle {\frac {\varepsilon \omega L}{c}}\ll 1\qquad {\frac {\sigma L}{\varepsilon c}}\ll 1}
где ε, σ — диэлектрическая проницаемость и проводимость среды, ω — характерная частота изменения внешнего поля, L — характерный внешний размер среды, c — скорость света. Кроме того движение среды должно быть нерелятивистским (скорость её движения {\displaystyle v\ll c}), а её плотность должна быть достаточна велика (так что длина свободного пробега {\displaystyle \lambda \ll L}).

### Общая система
В случае слабопроводящих сред систему ЭГД-уравнений обычно записывают в системе СИ в следующем виде:
{\displaystyle \rho \left({\frac {\partial v_{i}}{\partial t}}+v_{k}{\frac {\partial v_{i}}{\partial x_{k}}}\right)={\frac {\partial }{\partial x_{k}}}\left(p_{ik}+T_{ik}\right)+\rho f_{i}} — уравнение движения, определяющее баланс импульсов в произвольной точке среды
{\displaystyle {\frac {\partial \rho }{\partial t}}+{\frac {\partial \rho v_{i}}{\partial x_{i}}}=0} — уравнение неразрывности
{\displaystyle -\nabla \cdot (\varepsilon \varepsilon _{0}\nabla \phi )=q} — уравнение Пуассона
{\displaystyle {\frac {\partial q}{\partial t}}+{\frac {\partial j_{i}}{\partial x_{i}}}=0} — уравнение непрерывности для электрического тока
Здесь введены следующие обозначения. ρ — массовая плотность среды, vi — компоненты скорости, fi — массовая плотность сил, действующих на среду, pik, Tik — компоненты тензоров механических и максвелловых напряжений, φ — электростатический потенциал, q — объёмная плотность заряда, ji — компоненты плотности электрического тока, ε0 — электрическая постоянная.
Система представленных выше уравнений является незамкнутой. Для её замыкания необходимо записать уравнения состояния. Обычно используются следующие условия:
{\displaystyle p_{ik}=p\delta _{ik}+\tau _{ik}}
{\displaystyle T_{ik}=-\left({1 \over 2}\varepsilon \varepsilon _{0}E^{2}-p_{str}\right)\delta {ik}+\varepsilon \varepsilon _{0}E_{i}E_{k}}
{\displaystyle p_{str}={\varepsilon _{0} \over 2}\rho {\frac {\partial \varepsilon }{\partial \rho }}E^{2}}
{\displaystyle j_{i}=j_{i}^{*}+qv_{i}}
Здесь p — механическое давление, τik — тензор вязких напряжений, pstr — стрикционное давление, связанное с пондеромоторным действием поля, j* — миграционный ток, qv — конвективный ток, Ei — компоненты электрического поля.

### Уравнения для несжимаемой жидкости
{\displaystyle \rho {\frac {\partial {\vec {v}}}{\partial t}}+\rho ({\vec {v}}\cdot \nabla ){\vec {v}}=-\nabla p+\eta \Delta {\vec {v}}-\rho \nabla \phi } — уравнение Навье — Стокса
{\displaystyle {\frac {\partial \rho }{\partial t}}+\operatorname {div} (-D\nabla \rho -\rho \mu \nabla \phi )=R-{\vec {v}}\cdot \nabla \rho } — уравнение Нернста — Планка
{\displaystyle -\nabla \cdot (\varepsilon \varepsilon \nabla \phi )=\rho } — уравнение Пуассона
{\displaystyle \nabla \cdot {\vec {v}}=0}

## Электрогидродинамические явления
Электрогидродинамические явления были известны достаточно давно. В середине XVIII в. появилась возможность работать с высокими напряжениями (см. Лейденская банка, Электрофорная машина). Первый «мистический опыт», связанный с ЭГД явлениями состоял в следующем: напротив горящей свечи, ставилось коронирующее острие, в результате свеча задувалась. Другой опыт — «франклиново колесо». Если на электрод в форме свастики с иглами на концах, подавать высокое напряжение, то данный электрод приходит в движение. Электрогидродинамические явления описывал Фарадей:

Если пинту хорошо очищенного и отфильтрованного масла налить в стеклянный сосуд и опустить в неё два провода, подключённых к электрофорной машине, то вся жидкость придёт в необычайно бурное движение.
Оригинальный текст (англ.)…if a pint of well-rectified and filtered (1571.) oil of turpentine be put into a glass vessel, and two wires be dipped into it in different places, one leading to the electrical machine, and the other to the discharging train, on working the machine the fluid will be thrown into violent motion throughout its whole mass…
— Майкл Фарадей 

## Применение электрогидродинамических явлений
Электрогидродинамические явления применяются для интенсификации теплообмена (например, когда естественная конвекция затруднена — в космосе). Также ЭГД явления используются в электростатических пылеуловителях и ионизаторах, для изготовления тонких полимерных нитей и капилляров, для дисперсного распыления жидкостей (электроокраски поверхностей), а также в струйных принтерах.

### Книги
- И. Б. Рубашов, Ю. С. Бортников. Электрогазодинамика. — М.: Атомиздат, 1971.
- Ю. К. Стишков, А. А. Остапенко. Электрогидродинамические течения в жидких диэлектриках. — Л.: Издат. Ленинградского университета, 1989. — 174 с.
- Electrohydrodynamics / A. Castellanos. — Wien: Springer, 1998. — (CISM Courses and Lectures No. 380).

### Статьи
- А. И. Жакин. Электрогидродинамика // УФН. — 2012. — Т. 182. — С. 495—520.
- А. И. Жакин. Электрогидродинамика заряженных поверхностей // УФН. — 2013. — Т. 183. — С. 153–177.